# Peter Jentzmik
Peter Jentzmik (* 17. Mai 1943 in Limburg an der Lahn) ist ein deutscher katholischer Theologe und Religionsphilosoph.

## Leben
1962 begann Jentzmik sein Studium der Germanistik/Mediävistik, Philosophie und Katholische Theologie an der Universität Freiburg. Im selben Jahr trat er der Katholischen Deutschen Studentenverbindung Hohenstaufen zu Freiburg im Breisgau bei. In den Jahren bis 1970 wechselte Jentzmik zunächst an die Universität Innsbruck, dann an die Universität Marburg, an der Jentzmik sein Studium abschloss.
In den Folgejahren arbeitete er zunächst als wissenschaftlicher Mitarbeiter in der Wolfram-Forschungsstelle am Institut für Ältere Deutsche Philologie der Universität Marburg, bevor er 1973 zum Doktor der Philosophie mit der Dissertation Zu Möglichkeiten und Grenzen typologischer Exegese in mittelalterlicher Predigt und Dichtung promoviert wurde.
Nach seiner Promotion 1973 wechselte Jentzmik 1974 als Gymnasiallehrer an die Fürst-Johann-Ludwig-Schule nach Hadamar, an der er die Fächer Deutsch, katholische Religion und Hebräisch bis zu seiner Pensionierung 2006 unterrichtete. Von 1984 bis 1989 war er durch den Hessischen Kultusminister mit der Revision des Hessischen Kursstrukturplans für das Fach katholische Religion beauftragt. Neben seiner Lehrtätigkeit machte Jentzmik 1992 bis 1994 eine Ausbildung zum Shiatsu-Therapeuten für Akupressur-Therapie. Im Jahre 1993 gründete er den Glaukos Verlag, Verlag für Literatur und Wissenschaft mit Sitz in Limburg. Von 2007 bis 2017 lehrte er Hebräisch an der Philosophisch-Theologischen Hochschule/Universität Vallendar.
2003 wurde Jentzmik auf Vorschlag von Eugen Biser als ordentliches Mitglied in die Klasse VII (Weltreligionen) der Europäischen Akademie der Wissenschaften und Künste in Salzburg berufen. Von 2002 bis 2011 war er Mitglied im Kuratorium der Eugen-Biser-Stiftung in München. Seit 2019 ist Jentzmik Mitglied der St. Hildegard-Akademie Eibingen, Zentrum für Wissenschaft, Forschung und europäische Spiritualität.

## Veröffentlichungen
als Autor
- Zu Möglichkeiten und Grenzen typologischer Exegese in Mittelalterlicher Predigt und Dichtung (=Göppinger Arbeiten zur Germanistik Bd. 112), Göppingen 1973
- Gelenke des Raums. in: Das Zeichen, Limburg 1980, S. 222–224
- Zum Rand der Erde. Zen in der Kunst des Haiku, Limburg 1997
- Der Tanz der Sonne. Zen in der Kunst des Haiku, Limburg 1999
- Zum Rand der Erde., Komposition von Rouven E. Hoffmann für Vokalisten und Kammerorchester nach Texten von Peter Jentzmik (Uraufführung am 10. September 2006), Limburg 2006
- Idee und Ethos der Weisheit im Frühwerk Eugen Bisers, in: R. Heinzmann / M. Thurner (Hrsg.), Die Mitte des Christentums. Einführung in die Theologie Eugen Bisers, Darmstadt 2011, S. 29–39
- Michael Broch/Peter Jentzmik, Das Vaterunser neu buchstabiert, Limburg 2015
- Das Lied der Lieder nach Salomo. Aus der Biblia Hebraica übersetzte, zweisprachige Ausgabe, Limburg 2017
- Eugen Bisers Lehre von den Tugenden der Erleuchtung in seinem Frühwerk ‘Der Kosmos der Tugenden‘, in: Jahrbuch für Religionsphilosophie, Bd. 17, Freiburg/München 2019, S. 21–38
- Der Blick aus dem Fenster. Ein zentrales Motiv in der Dichtung Eichendorffs, Limburg 2020

als Bearbeiter und Herausgeber
- Eugen Biser, Weisheit – Idee und Ethos, Limburg 2011

als Herausgeber
- Sebastian Brant, Der Richterliche Clagspiegel. Eine Untersuchung, Limburg 1993
- Emil Herrmann, Wege zu denken oder der Versuch, auf philosophische Weltanschauung sich einen Reim zu machen, Limburg 1999
- Eugen Biser, Gott im Horizont des Menschen, Limburg 2001
- Fasti Limpurgenses 1336–1398. Nachdruck der barocken Ausgabe der Limburger Chronik des Tilemann Elhen von Wolfhagen von 1720, Limburg 2003
- Walter Flögel, Limburger Ansichten, Limburg 2003
- Eugen Biser, Chancen des Christseins, CD-Edition, Limburg 2005
- Eugen Biser, Der Mensch im Horizont Gottes, Limburg 2007
- Eugen Biser, Horizonte. Aufsätze zu einer Neuen Theologie und Anthropologie, Limburg 2008
- Walter Flögel, Limburg – Leben in einer alten Stadt, Limburg 2010
- CHRONICA de Gente Herrmannensi Alemannorum quam a XV. saecoulo exploravit et sua manu conscripsit AEMILIUS HERRMANN. Faksimile der Originalhandschrift, Limburg 2022